# Madajka (Tatry)

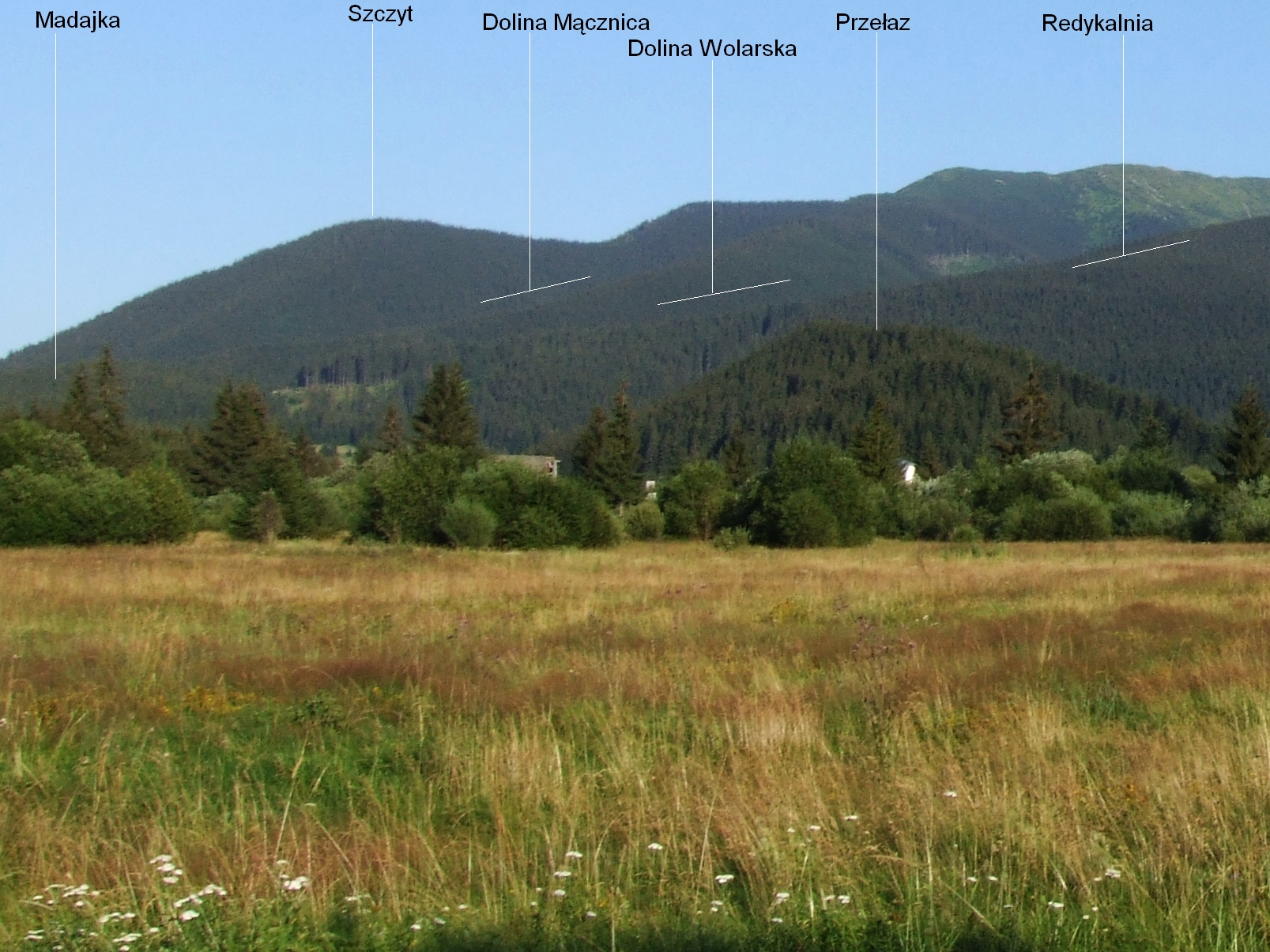
Widok z Zuberca

Madajka (słow. Madajka) – dolne zakończenie grzbietu Redykalni w słowackich Tatrach Zachodnich. Jest to niski i całkowicie zalesiony grzbiet, na polskiej mapie nazywany Wierchem Madajka. Opada w północnym kierunku na Polanę Brestową i oddziela dolinę Stefkowskiego Potoku od dolnej części doliny Mącznicy. W zachodnim kierunku odchodzi od Madajki wzgórze Przełaz. Oddziela je płytka przełęcz. Zbudowany jest ze skał węglanowych  i dobrze rozwinięte są w nim zjawiska krasowe. Jednym z przejawów tych zjawisk jest duża Jaskinia Brestowa występująca w dolnych stokach Madajki.
Na zachodnich, opadających do doliny Stefkowskiego Potoku stokach Madajki znajdował się dawniej jeden z dwóch wyciągów narciarskich (drugi był nieco wyżej, na stokach opadających z Redykalni do Doliny Przybyskiej). Obecnie wyciągów już nie ma, ale wyręby pod trasy zjazdowe jeszcze nie zarosły lasem.